# Романия (планина)
Вижте пояснителната страница за други значения на Романия.
Романия (на сръбски: Романија или Romanija; на босненски: Romanija) е планина и географски регион в източната част на Босна и Херцеговина, източно от Сараево. Най-висок е връх Велики Лупоглав (1652 м). На южната ѝ страна се намира известната пещера Старина Новак свързвана с видния хайдушки войвода българина Дебел Новак. Планината влиза в региона Сараево-Романия на Република Сръбска недалеч от столицата ѝ Пале.